# Brunsvigia namaquana
Brunsvigia namaquana är en amaryllisväxtart som beskrevs av D.Müll.-doblies och U.Müll.-doblies. Brunsvigia namaquana ingår i släktet Brunsvigia och familjen amaryllisväxter. Inga underarter finns listade i Catalogue of Life.